# Johnson & Johnson

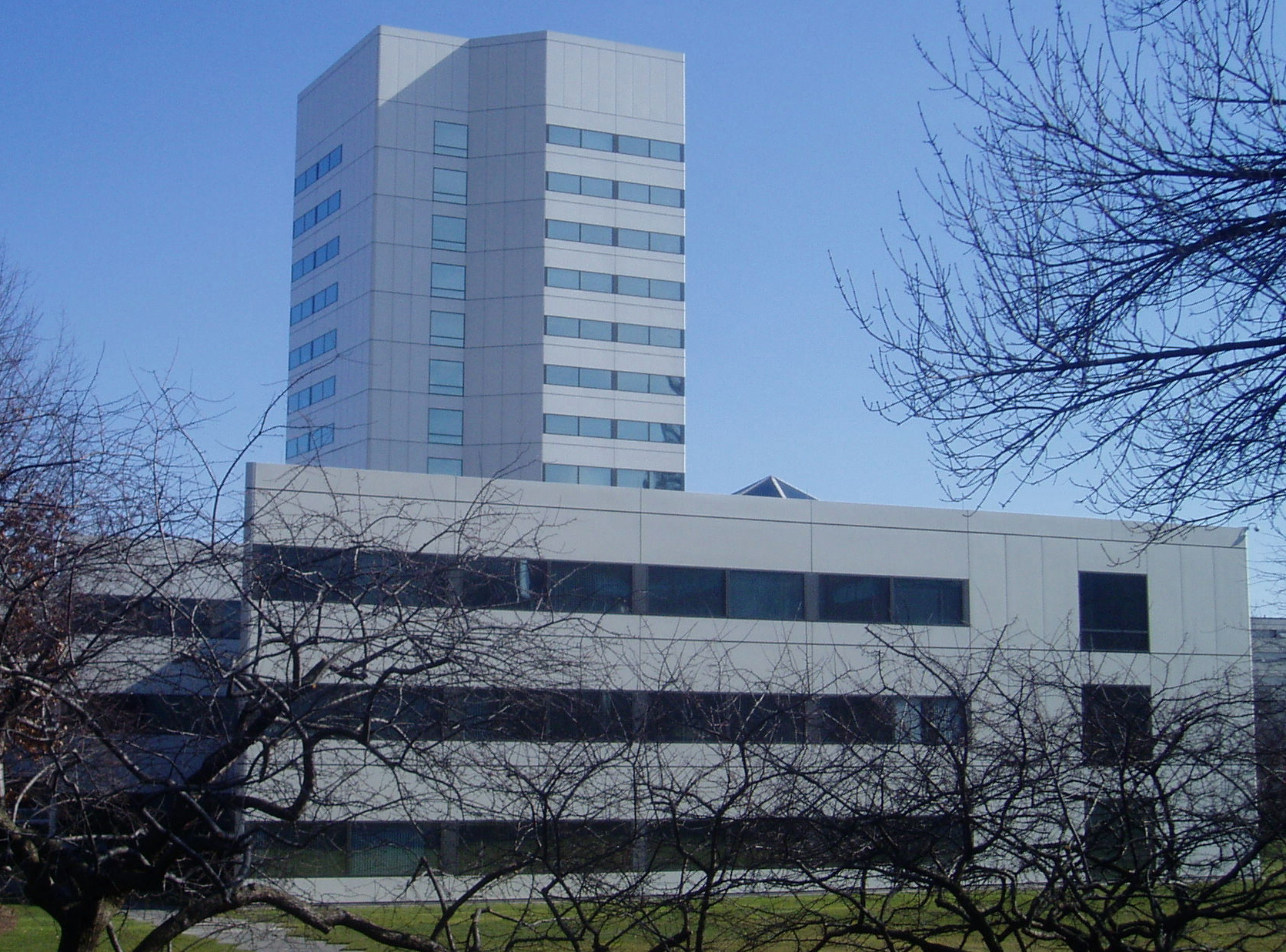
Головний офіс компанії, Нью-Брансвік

Johnson & Johnson (укр. Джонсон енд Джонсон, Джонсон і Джонсон) — американська компанія, великий виробник косметичних та санітарно-гігієнічних товарів, а також медичного обладнання. Компанія була заснована в 1886 році. Штаб-квартира компанії знаходиться в місті Нью-Брансвік, штат Нью-Джерсі (США). До складу корпорації входять близько 230 дочірніх компаній в більш ніж 50 країнах; продукція Johnson & Johnson продається в більш ніж 175 країнах. Станом на 2006 рік загальна чисельність персоналу становила понад 116 тисяч людей. Є публічною компанією та її акції входять до розрахунку індексу Доу-Джонса. Компанія також входить до списку Fortune 500.
На території України представлені препарати передстерилізаційної обробки, дезінфекції та хімічної стерилізації.
2011 року в рейтингу найшанованіших компанії посіла друге місце.
Під час пандемії COVID-19 дочірня компанія Johnson & Johnson, фірма Janssen Pharmaceutica, розробила однодозову вакцину від цього вірусу, яку сертифіковано для використання в США та Європейському Союзі.

## Дочірні підприємства
Усі дочірні підприємства об'єднуються у так звану «Сім'ю Johnson&Johnson»:
| - ALZA Corporation - ANIMAS Corporation - BabyCenter, L.L.C. - Biosense Webster, Inc. - Centocor Ortho Biotech, Inc. - Children With Diabetes, Inc. - Cilag - Codman & Shurtleff, Inc. - Cordis (medical)\|Cordis Corporation - Crucell nv - DePuy, Inc. - Ethicon Endo-Surgery, Inc. - Ethicon, Inc. - Global Pharmaceutical Supply Group (GPSG) - Gynecare | - HealthMedia - Independence Technology, LLC - Information Technology Services - Janssen Pharmaceutica - Janssen Pharmaceutica Products, L.P. - Johnson & Johnson, Group of Consumer Companies, Inc. - Johnson & Johnson Health Care Systems Inc. - Johnson & Johnson — Merck Consumer Pharmaceuticals Co. - Johnson & Johnson Pharmaceutical Research & Development, L.L.C. - ohnson & Johnson Pharmaceutical Services, L.L.C. - LifeScan, Inc. - McNeil Consumer Healthcare - McNeil Nutritionals - Noramco, Inc. - OraPharma | - Ortho-Clinical Diagnostics, Inc. OCD - Ortho-McNeil Pharmaceutical - Ortho-Neutrogena - Personal Products Company - Penaten - Pharmaceutical Group Strategic Marketing (PGSM) - Peninsula Pharmaceuticals, Inc. - PriCara, Inc. - Scios Inc. - Tasmanian Alkaloids - Therakos, Inc. - Tibotec - Transform Pharmaceuticals, Inc. - Veridex, LLC - Vistakon |

## Торгові марки
| - Acuvue - Actifed - Ambi - Aveeno - Bactidol - Band-Aid - Benadryl - Benecol - Bengay - Benylin - Bonamine - Caladryl - Carefree (feminine hygiene)\|Carefree - childrenwithdiabetes.com - Clean & Clear - Coach (brand)\|Coach - Coach Professional - Coach Sport - Codral - Combantrin - Compeed - Conceptrol - Cortaid - Cortef | - Delfen - Desitin - Dolormin - E.P.T. - Efferdent - First-Aid - Gynol - Healthy Woman - Imodium - Johnson’s Baby - Johnson & Johnson Red Cross - Jontex - K-Y Jelly\|K-Y - Lactaid - Listerine - Listermint - Lubriderm - Luden’s - Micatin - Miconazole\|Monistat - ibuprofen\|Motrin - Motrin Children - Myadec | - Mylanta - Nasalcrom - Neko - Neosporin - Neutrogena - Nicoderm - Nicorette - Nizoral - Nu-Gauze - O.B. - OneTouch Ultra\|OneTouch - Pediacare - Penaten - Pepcid - Pepcid AC - Polysporin - Ponstan - Priligy - Purell - Quantrel - REACH (brand)\|REACH - Reactine - Regaine | - Rembrandt (whitening)\|Rembrandt - Remicade - RoC - Minoxidil\|Rogaine - Rolaids - Shower to Shower - Simply Sleep - Simponi - Sinutab - Splenda - St. Joseph (aspirin)\|St. Joseph - Stayfree (feminine hygiene)\|Stayfree - Steri-Pad - Stim-u-dent - Sudacare - Sudafed - Tucks Pads - Tylenol - Tylenol Baby - Tylenol Children - Unicap - Vania - Visine - Zyrtec |

## Реакція на війну Росії проти України
29 березня 2022 року компанія заявила, що припиняє поставку гігієнічних товарів у Росію та зупиняє рекламу й інвестиції на тому ринку. Попри це компанія не заявляла про припинення роботи в Росії. Станом на березень 2023 року російська версія сайту є активною та на ній з'являються новини про медичні ініціативи та кадрові зміни.